# Lilltjärnen (Revsunds socken, Jämtland, 696818-146245)
Lilltjärnen är en sjö i Bräcke kommun i Jämtland och ingår i Ljungans huvudavrinningsområde. Sjön har en area på 0,0406 kvadratkilometer och ligger 377 meter över havet. Sjön avvattnas av vattendraget Endalsbäcken.

## Delavrinningsområde
Lilltjärnen ingår i det delavrinningsområde (697011-145976) som SMHI kallar för Mynnar i Revsundssjön. Medelhöjden är 363 meter över havet och ytan är 28,63 kvadratkilometer. Det finns inga avrinningsområden uppströms utan avrinningsområdet är högsta punkten. Endalsbäcken som avvattnar avrinningsområdet har biflödesordning 3, vilket innebär att vattnet flödar genom totalt 3 vattendrag innan det når havet efter 216 kilometer. Avrinningsområdet består mestadels av skog (83 procent). Avrinningsområdet har 0,53 kvadratkilometer vattenytor vilket ger det en sjöprocent på 1,8 procent.